# Roger Milliot
Roger Jean Albert Milliot (* 26. Juni 1943 in Ruminghem; † 28. Februar 2010 in Marœuil) war ein französischer Radrennfahrer und nationaler Meister im Radsport.

## Sportliche Laufbahn
Als Amateur wurde er 1962 Dritter im Einzelzeitfahren um den Grand Prix de France. 1964 wurde er Unabhängiger und 1965 Berufsfahrer im Radsportteam Pelforth-Sauvage-Lejeune. 1964 siegte er in der nationalen Meisterschaft im Mannschaftszeitfahren mit Désiré Letort, Christian Raymond, Raymond Delisle und Jean Jourden. Sein bedeutendster Erfolg als Radprofi war der Sieg im Etappenrennen Tour du Nord 1966 vor André Messelis. Etappensiege holte er im Grand Prix Midi Libre 1965 und 1966. 1966 schied er in der Tour de France aus, 1967 belegte er den 66. Rang im Endklassement.